# Полногласие
Полногла́сие — одна из особых фонетических черт, отделяющая современные восточнославянские языки от южно- и западнославянских. Термин ввёл М. А. Максимович. Противоположное явление носит название неполногласие.
Полногласие предположительно возникло в восточнославянском ареале около VII века в результате метатезы плавных (перестановки):
- *TorT → ToroT
- *TolT → ToloT
- *TerT → TereT
- *TelT → ToloT, TeleT, TeloT

где T — любой согласный, * - звёздочкой обозначены реконструируемые сочетания.

## Второе полногласие
Диалектное явление на восточнославянской почве, аналогичное полногласию, но с участием редуцированных ъ и ь:
- *TъrT → TorъT
- *TъlT → TolъT
- *TьrT → TerьT, TьreT
- *TьlT  → TelьT, TьlьT, TьloT

Было характерно для севернокривичских говоров и древненовгородского диалекта. В дальнейшем вторая редуцированная в таких сочетаниях либо исчезла, либо превратилась в гласную полного образования по общему правилу в результате падения редуцированных.
Некоторые слова со вторым полногласием вошли в литературный русский язык, например, вер/ё/вка (др.-рус. вьрвъка), бестол/о/чь при родственном толк (др.-рус. тълкъ), сумер/е/чный при слове сумерки (др.-рус. сумьркъ). В отношении времени возникновения данного явления у лингвистов нет единого мнения. Часть из них считают, что второе полногласие появилось в период падения редуцированных (вторая половина XII—XIII вв.), часть относит это явление к более раннему времени.
Второе полногласие представлено в основном в говорах севернорусского наречия, при том, что развито в них оно непоследовательно. Ареалы распространения некоторых слов, в которых произносится второй гласный после плавного, отражены на картах диалектологического атласа русского языка:
- верх (ве́рех, верёх),
- серп (се́реп, серёп)[3];
- корм (ко́ром, коро́м),
- столб (сто́лоб, столо́б),
- горб (го́роб, горо́б)

и слова с корнями долг-, долж- (до́лог (долг), до́ложен, доло́жен, доложён, до́ложность и т. п.). Кроме картографированных слов (наиболее последовательно употребляемых с полногласием) исследователями отмечались также следующие формы:
- во́лок,
- го́рос’ (горсть),
- дёрен,
- жере́дочка,
- холомо́к,
- че́ревь,
- четве́рег,
- чёлон,
- шерёстка,
- тёрен,
- то́рог и другие[5].

Локализация данного явления имеет определённый ареал. На основе карт ДАРЯ К. Ф. Захаровой и В. Г. Орловой были выделены диалектные зоны, в число которых вошла и северо-западная диалектная зона (имеющая очертания, близкие к границам Новгородской земли до XIV века), в характеристику данного диалектного объединения были включены полногласные формы слов верх и столб (в ареале I пучка изоглосс) и корм, серп и горб (в ареале II пучка изоглосс).
На юго-восточной территории русских говоров раннего формирования фиксируется развитие гласного внутри различных групп согласных: свёк[ъ]ла, по́м[ъ]ню и т. п., в числе которых отмечаемые ко́р[ъ]м и го́р[ъ]б могут иметь другое происхождение, чем второе полногласие на северо-западе.

## Неполногласие
В южных и части западных славянских языков данному явлению соответствует неполногласие. В южнославянских языках и в сохранявших с ними связь до начала XI века западнославянских диалектах древней Моравии (современные чешский и словацкий языки) произошла перестановка (метатеза) плавного. Сочетания *TorT, *TolT изменились в TraT, TlaT, а *TerT, *TelT изменились в TrěT, TlěT:
- современные болг. крава, злато, мляко, пред;
- серб. крава, злато, млеко, пре;
- хорв. krava, zlato, mlijeko, prije;
- макед. крава, злато, млеко, пред;
- словен. kráva, zlato, mleko, pred;
- чеш. kráva, zlato, mléko, před;
- словац. krava, zlato, mlieko, pred.

В то же время в польском и лужицких языках на месте *TorT, *TolT отмечаются группы TroT, TloT, а на месте *TerT, *TelT — TreT, TleT:
- пол. krowa, złoto, mleko, przed.

Отличными от других славянских языков рефлексы сочетаний типа *TorT были в словинском и кашубском — они остались без изменений.